# Sevdim Sevilmedim
Albums de Candan Erçetin
Hazırım Çapkın
Sevdim Sevilmedim est le deuxième album de Candan Erçetin, sorti en 1996. Il reprend en fait deux chansons de son album précédent, Hazırım, pour en faire 6 nouvelles.

## Liste des titres
1. Sevdim Sevilmedim (Album Version)
2. Umrumda Değil (An-atolian Mix)
3. Umrumda Değil (Slm Trancey Radio Edit)
4. Umrumda Değil (Erol T. Ultramix)
5. Umrumda Değil (Erol T. Ultraclub Mix)
6. Umrumda Değil (Slm Tranceyclub Mix)
7. Sevdim Sevilmedim (Extended Version) [1]